# 20330 Manwell
20330 Manwell è un asteroide della fascia principale. Scoperto nel 1998, presenta un'orbita caratterizzata da un semiasse maggiore pari a 2,7044732 UA e da un'eccentricità di 0,0775496, inclinata di 0,48201° rispetto all'eclittica.